# Виборчий округ 59
Виборчий округ 59 — виборчий округ в Донецькій області, частина якого внаслідок збройної агресії на сході України тимчасово перебуває під контролем терористичного угруповання «Донецька народна республіка», а тому вибори в цій частині не проводяться. В сучасному вигляді був утворений 28 квітня 2012 постановою ЦВК №82 (до цього моменту існувала інша система виборчих округів). Окружна виборча комісія цього округу розташовується в Мар'їнському районному будинку культури за адресою м. Мар'їнка, вул. Дружби, 29.
До складу округу входять міста Вугледар, Новогродівка і Селидове, а також Великоновосілківський і Мар'їнський райони. Виборчий округ 59 межує з округом 39 на північному заході, з округом 49 на півночі, з округом 45 на північному сході, з округом 44 на сході, з округом 61 і округом 60 на південному сході, з округом 60 на півдні, з округом 78 на південному заході та з округом 82 на заході. Виборчий округ №59 складається з виборчих дільниць під номерами 140087-140091, 140093-140100, 140102-140105, 140107-140128, 140130-140136, 140306-140362, 140364-140365, 140662-140668 та 141145-141183.

## Народні депутати від округу
| Ім'я                          | Фото | Партія                          | Скликання | Дата набуття повноважень | Дата припинення повноважень |
| ----------------------------- | ---- | ------------------------------- | --------- | ------------------------ | --------------------------- |
| Васильєв Олександр Андрійович |      | Партія регіонів                 | 7-ме      | 12 грудня 2012           | 27 листопада 2014           |
| Сажко Сергій Миколайович      |      | самовисуванець                  | 8-ме      | 27 листопада 2014        | 29 серпня 2019              |
| Мороз Володимир Вікторович    |      | Опозиційна платформа — За життя | 9-те      | 29 серпня 2019           | 21 квітня 2025              |

## Результати виборів

### Парламентські

#### 2019
Кандидати-мажоритарники:
- Мороз Володимир Вікторович (Опозиційна платформа — За життя)
- Сажко Сергій Миколайович (самовисування)
- Цибань Наталія Володимирівна (Слуга народу)
- Кирилов Сергій Дмитрович (самовисування)
- Суков Руслан Михайлович (самовисування)
- Омельчук Сергій Вячеславович (Європейська Солідарність)
- Іванченко Андрій Васильович (Батьківщина)
- Янченко Олена Миколаївна (самовисування)
- Беспалов Сергій Петрович (Аграрна партія України)
- Тімохін Віктор Олексійович (самовисування)
- Криволесов Дмитро Сергійович (самовисування)
- Фоменко Володимир Олександрович (самовисування)
- Демяненко Дмитро Миколайович (самовисування)
- Гращенков Віталій Вікторович (самовисування)
- Юр'єва Олена Анатоліївна (самовисування)
- Міщенко Станіслав Сергійович (самовисування)
- Мізін Олександр Юрійович (самовисування)
- Рейнбах Юлія Юріївна (самовисування)
- Старовський Артем Сергійович (самовисування)
- Єфіменко Федір Євгенович (самовисування)
- Катунін Денис Вікторович (самовисування)
- Лисенко Ігор Григорович (самовисування)
- Хоменко Інеса Ігорівна (самовисування)
- Заборський Володимир Олександрович (самовисування)
- Тунтуєва Юлія Андріївна (самовисування)
- Редько Дмитро Вікторович (самовисування)
- Хавонова Олена Сергіївна (самовисування)
- Хавонов Олександр Вікторович (самовисування)

#### 2014
Кандидати-мажоритарники:
- Сажко Сергій Миколайович (самовисування)
- Манько Валентин Миколайович (самовисування)
- Коновалюк Валерій Ілліч (самовисування)
- Чапні Юрій Анастасович (самовисування)
- Байбурін Сергій Шамільович (самовисування)
- Мусейко Костянтин Іванович (самовисування)
- Турчин Андрій Анатолійович (самовисування)
- Окунський Роман Степанович (Сильна Україна)
- Головко Степан Сергійович (Народний фронт)
- Анастасов Віктор Климентович (самовисування)
- Кривич Костянтин Олександрович (Радикальна партія)
- Чаус Віктор Іванович (самовисування)
- Левентов Сергій Миколайович (Батьківщина)
- Павленко Микола Миколайович (Свобода)
- Домбровський Олександр Сергійович (самовисування)
- Криворучко Лариса Сергіївна (самовисування)
- Ботер Вікторія Григорівна (самовисування)
- Щербаченко Віктор Вікторович (самовисування)
- Макєєв Сергій Петрович (самовисування)
- Стадник Олена Михайлівна (самовисування)
- Москаленко Олександр Васильович (самовисування)
- Арцев Станіслав Анатолійович (самовисування)
- Кульчицький Андрій Олегович (самовисування)
- Шовкун Артур Леонідович (самовисування)
- Чернецький Юрій Анатолійович (самовисування)

#### 2012
Кандидати-мажоритарники:
- Васильєв Олександр Андрійович (Партія регіонів)
- Борковець Алла Олексіївна (Комуністична партія України)
- Прилепський Віктор Володимирович (Батьківщина)
- Шанова Людмила Миколаївна (Радикальна партія)
- Сучков Олексій Анатолійович (самовисування)

## Явка
Явка виборців на окрузі: